# Granbio
A GranBio Investimentos S.A. é uma empresa de biotecnologia industrial brasileira fundada em 2011. Foi a primeira companhia a operar uma planta industrial de etanol de segunda geração no Hemisfério Sul.
A empresa tem sua sede em São Paulo e possui ainda uma Estação Experimental para desenvolvimento de novas variedades de biomassa, em Barra de São Miguel, Alagoas.
Em 2023, a empresa esta em processo avançado para começar a produzir bioquerosene de aviação.

## História
A GranBio é uma companhia de biotecnologia industrial 100% brasileira. Criada em junho de 2011 com o nome de GraalBio (que adotou até março de 2013) por sua acionista controladora, a GranInvestimentos S.A., holding da família Gradin, a companhia foi a primeira a anunciar uma planta comercial de etanol de segunda geração no Hemisfério Sul. A unidade, localizada no município de São Miguel dos Campos (AL), tem capacidade para produzir 60 milhões de litros do biocombustível por ano.
Em janeiro de 2013, o BNDESPAR, braço de participações do BNDES (Banco Nacional de Desenvolvimento Econômico e Social), tornou-se acionista minoritário da GranBio, com 15% do capital total da companhia.
A empresa já foi listada pela revista americana Fast Company como uma das 10 companhias mais inovadoras da América do Sul. 

## Etanol de segunda geração (2G) ou etanol celulósico

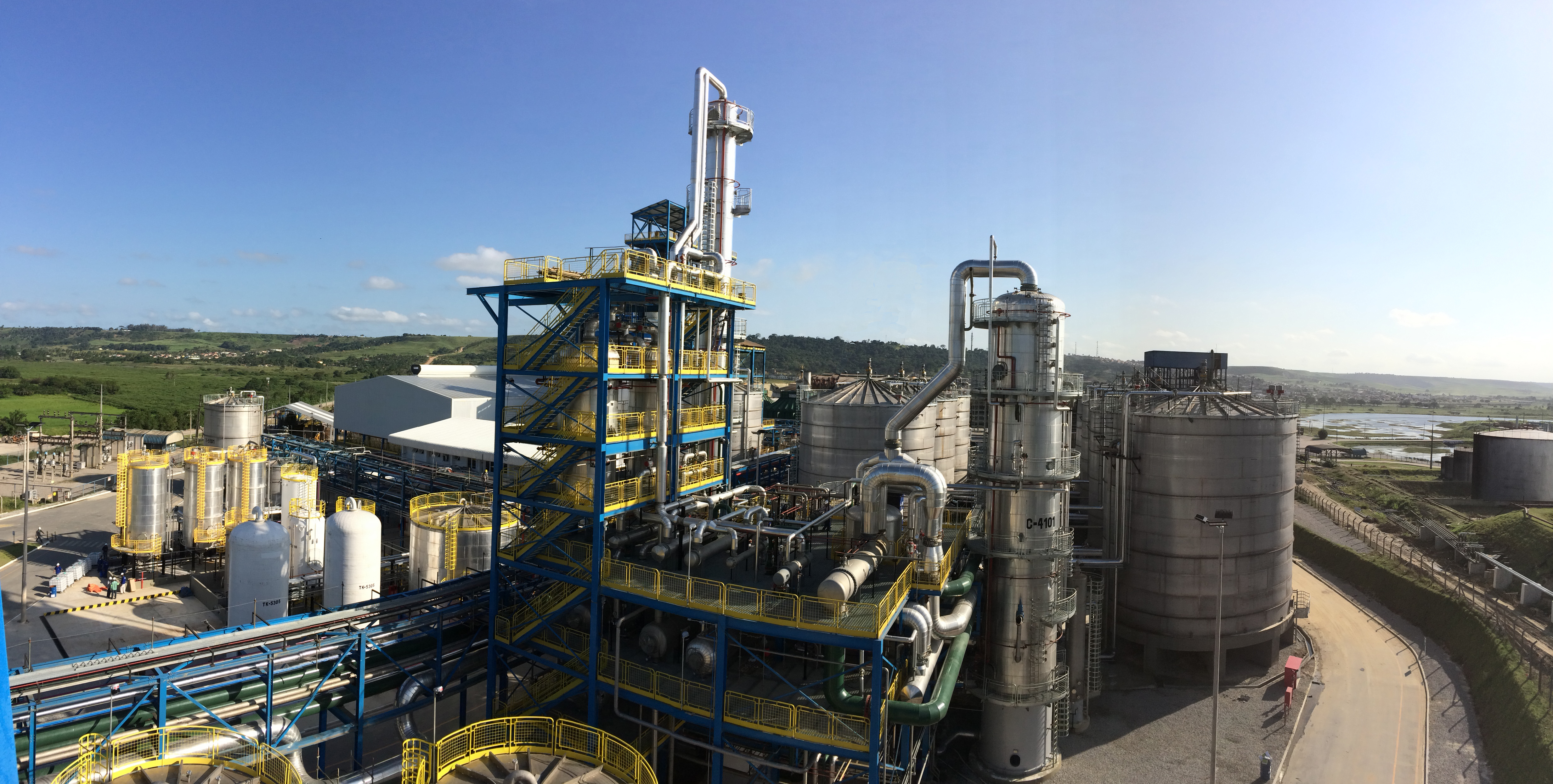
Primeira fábrica de etanol 2G do Brasil

A principal diferença entre o etanol de primeira e segunda geração é a matéria-prima. Enquanto o primeiro é produzido a partir do caldo de cana, o segundo pode ser feito a partir da celulose da planta, presente - por exemplo - na palha e bagaço da cana. O etanol 2G se tornou viável graças à modernização do processo de extração e à sofisticação tecnológica das unidades de produção. Havia uma demanda do mercado para otimizar a conversão de recurso renovável (biomassa) em combustível, superando limitações do modelo atual. A aposta dos cientistas era o desenvolvimento de enzimas que atuassem na quebra da celulose da planta, liberando mais açúcar - e portanto mais energia.  Em relação às propriedades físico-químicas, o etanol 2G é igual ao etanol tradicional. O que muda é o seu processo de fabricação.
São necessárias três frentes de trabalho simultâneas para que se chegar ao etanol de segunda geração:

### Pré-tratamento
Etapa que prepara a biomassa para ser decomposta nas suas moléculas constituintes. A matéria-prima passa por um processo de explosão e tem sua estrutura celular rompida, dando acesso às fibras de celulose e hemicelulose. 

### Hidrólise enzimática
Enzimas (proteínas) rompem as fibras da celulose, liberando açúcares mais simples de serem fermentados. 

### Fermentação
Na produção do etanol 1G, as leveduras convertem a glicose em etanol. No 2G, o processo é mais sofisticado. Por meio de biotecnologia foi desenvolvida uma levedura que também consome a xilose. 

## Tecnologias
As seguintes tecnologias permitem a produção de etanol e bioquímicos de segunda geração:
PROESA: A GranBio licencia no Brasil a tecnologia italiana PROESA para produção do etanol de segunda geração. Diferentemente do produto convencional, o etanol de segunda geração não é extraído diretamente do açúcar retirado da cana. Ele é fabricado a partir da celulose e hemicelulose existentes nas fibras vegetais. Essas moléculas são expostas e quebradas em açúcares menores graças à ação de enzimas especializadas. Esses açúcares, por sua vez, são bombeados para fermentadores, onde leveduras os convertem em etanol. 
AVAP: É uma tecnologia desenvolvida pela American Process Inc. (API), empresa americana da qual a GranBio é sócia minoritária. A solução de pré-tratamento desenvolvida pela API permite a produção de açúcar de celulose de baixo custo e em larga escala. Ela também atende às especificações exigidas para a fabricação de bioquímicos. O sistema converte a celulose e a hemicelulose (açúcares de seis e cinco carbonos, respectivamente) da biomassa por meio de um processo que combina a utilização de produtos químicos e enzimas. A API possui uma planta de demonstração integrada em Thomaston, Geórgia (EUA), para testar uma variedade de matérias-primas e formar parcerias com empresas químicas e conversoras de combustíveis para desenvolvimento de açúcares. A planta já está operando pela AVAPCO, filial da API, desde o final de março de 2013.

## Cana-energia

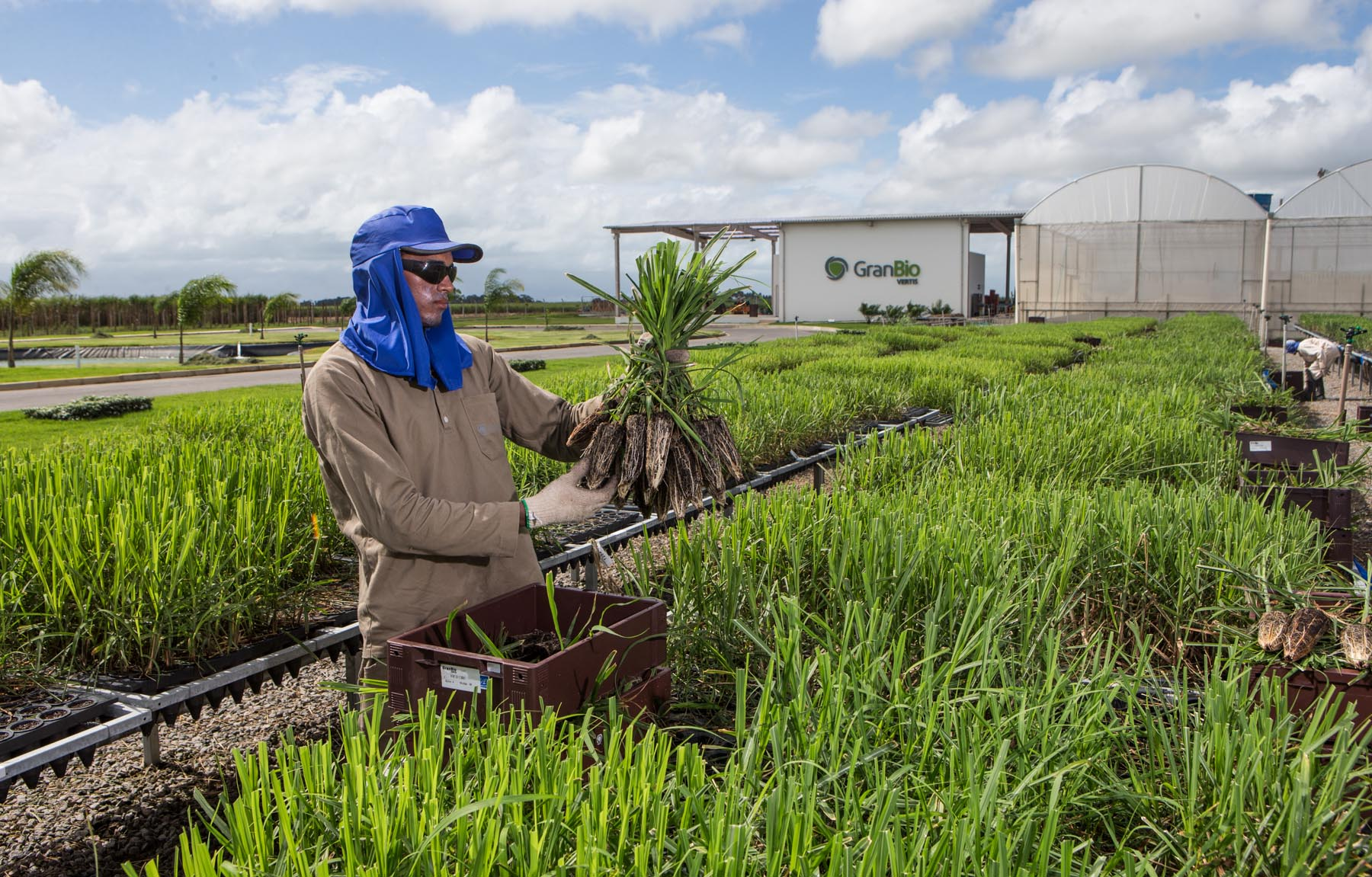
Estação experimental da GranBio em Barra de São Miguel, AL.

A GranBio desenvolveu uma nova variedade de cana para produzir etanol e bioquímicos de segunda geração com mais eficiência. Batizada de Cana Vertix®, essa variedade de cana-energia foi obtida a partir do cruzamento genético de híbridos comerciais com tipos ancestrais da cana-de-açúcar. O resultado é uma cana mais robusta, mais resistente a pragas e doenças e mais longeva, com teor de fibra e produtividade maiores que a cana convencional. Por ter 50% menos açúcar e produzir 4 vezes mais biomassa, ela é a matéria-prima ideal para usinas de segunda geração. Além disso, pode ser plantada e colhida em qualquer época do ano e proporciona três vezes mais vida útil ao canavial do que a cana-de-açúcar.
A GranBio tem hoje 9 variedades de cana energia registradas no Serviço Nacional de Proteção de Cultivares (SNPC) e 8 contratos de licenciamento de CanaVertix® de longo prazo com relevantes personagens da indústria sucroalcooleira brasileira.